# Mbangassina
Mbangassina è un comune del Camerun, che fa parte del dipartimento di Mbam e Kim nella regione del Centro.